# Fred Roberts (calciatore)
Frederick Charles Roberts, detto Fred (Belfast, 2 gennaio 1905 – Belfast, 3 ottobre 1988), è stato un calciatore nordirlandese, di ruolo attaccante.

## Carriera

### Club
Attaccante, gioca la stagione 1924-1925 con i Queen's Island, squadra campione di Nordirlanda in carica. Il campionato si conclude con il secondo posto ma la squadra coglie un successo nella City Cup. Nel 1928 passa al Glentoran dove vince diverse competizioni: il torneo nazionale nell'annata 1930-1931, la County Antrim Shield nella stessa stagione, la City Cup nella  stagione successiva e per due volte l'Irish Cup (1931-32 e 1932-33). In particolare Roberts domina il campionato 1931-1932 realizzando 55 marcature, che gli valgono il titolo di capocannoniere nazionale e mondiale. Tutt'oggi detiene il record di marcature realizzate in una singola stagione anche grazie alle altre reti segnate in coppa (4 marcature) e nelle altre competizioni affrontate dalla società (37 marcature). Nella stagione 1933-1934 gioca per il Lisburn Distillery, con i quali vince la sua terza City Cup, per poi chiudere la carriera nella stagione 1934-1935 al Dundela.

### Nazionale
Il 21 febbraio del 1931 Roberts è chiamato nella Nazionale maggiore: gioca da titolare la partita contro la Scozia, pareggiata 0-0 a Belfast.

## Palmarès

### Club

#### Competizioni nazionali
- IFA Premiership: 1

Glentoran: 1930-1931
- Irish Cup: 2

Glentoran: 1931-1932, 1932-1933
- County Antrim Shield: 1

Glentoran: 1930-1931
- City Cup: 3

Queen's Island: 1924-1925
Glentoran: 1931-1932
Lisburn Distillery: 1933-1934

### Individuale
- Capocannoniere dell'Irish League: 1

1931-1932 (55 gol)